# Bälinge IF
Bälinge IF, bildad 15 mars 1936, är en idrottsförening i Bälinge i Uppsala kommun, vars damlag i fotboll varit speciellt framgångsrikt, och spelat i Damallsvenskan. Klubben har även ett herrlag i fotboll, samt grenarna bordtennis samt skidsport, innebandy, badminton och cykelsport.

## Damlaget i fotboll
Bälinge IF hade ett väletablerat damlag, med spel i Sveriges högsta division från starten 1978 och efter en frånvaro i högsta serien åter i damallsvenskan säsongen 1995. De bästa placeringarna nådde laget när det två år i rad, 1997 och 1998, kom trea i serien. Klubben fick dock lämna högsta serien efter tio raka säsonger och tvingades till spel i Division 1 säsongen 2005. Vistelsen utanför Allsvenskan blev endast ettårig, serien vanns i överlägsen stil och Uppsalaklubben spelade åter i damallsvenskan 2006. Inför säsongen 2007 värvades fyra finländska landslagsspelare till laget. Från Umeå IK kom Anne Mäkinen och från FC United, Jakobstad kom Petra Vaelma och Katri Nokso-Koivisto. Den fjärde nya finländska landslagsspelaren var Sanna Talonen.
Bälinge IF föll ur damallsvenskan 2008. Inför 2009 års säsong beslutade klubben att lägga ner elitverksamheten för damfotboll. Först var tanken att laget skulle uppgå i IK Sirius, vilket dock stoppades av Svenska Fotbollförbundet. För att kunna flytta laget till en ny klubb hade man enligt regelverket tvingats flytta även flickverksamheten och inte bara elitverksamheten, en regel som finns för att man inte skall kunna köpa sig en plats i de svenska elitdivisionerna. Detta hade orsakat långa resor för flickorna i Bälinge, som fått resa till Uppsala för att träna. Om IK Sirius istället själva hade startat ett damlag med Bälinge-spelarna som grund hade man fått börja om på det svenska seriesystemets botten, i division 5.
Hemmamatcherna spelades från början på Bälinge IP men från 2003 års säsong spelade laget sina hemmamatcher på Studenternas IP i Uppsala för att kunna ta emot en större publik. Bälinge IP saknade läktare och tog endast några hundra åskådare. Damlaget spelade i helsvart med gula strumpor.
Bälinge IF bidrog också med spelare till damlandslaget, exempelvis vid VM 2003 i USA där Sara Call och Josefine Öqvist från Bälinge IF ingick i det svenska lag som vann silver.
Bälinge fortsatte dock 2009 damverksamheten med sitt tidigare reservlag, som övertog rollen som föreningens A-lag för damfotboll, medan de forna elitspelarna gick till andra klubbar.
Efter att 2016 ha vunnit division 3 och 2017 ha vunnit division 2 spelade Bälinge IF:s damlag i division 1 2018. Laget kom dock sist i serien.

### Framgångsrika spelare
- Ulrika Johansson
- Josefine Öqvist
- Lotta Lundin
- Ulrika Karlsson
- Annelie Wahlgren
- Sara Call
- Linda Sembrant

## Herrlaget Fotboll
Bälinge IF herrfotboll är fotbollssektionen för herrar i Bälinge IF. Herrarnas A-lag, som spelar i helgult, håller vanligtvis till i division tre/fyra Uppland.
Säsongen 2021 spelar dock herrlaget i div. 5. Bälinge IF har en målsättning att åter ta sig upp i förbundsseriens division 3 där laget huserat under totalt 12 år sedan 1991.

### Framgångsrika spelare
- Robert Åhman-Persson
- Ola Andersson
- Roger Nordstrand

## Bälinge IF Bordtennis
Bälinge IF har på kort tid blivit en av de större uppländska bordtennisklubbarna. I dagsläget bedriver man en verksamhet för ca 50 barn, ungdomar och vuxna. Klubben har ett A-lag som spelar i division 4, ett B-lag i division 5, och två st lag i division 6, som är den lägsta serien. Lagen består av ungdomar såväl som äldre spelare.

## Bälinge IF Skidor
Bälinge IF skidor har bland annat fostrat skidlandslagets Britta Johansson Norgren, som nått många framskjutna placeringar i SM, VM och OS samt seger i Vasaloppets damklass 2017 och 2019 och andraplats fyra gånger. En annan Bälinge-åkare är Stefan Eriksson som haft flera placeringar bland de tjugo första i Vasaloppet. Bäst var en tredjeplats 1991.

## Bälinge IF Innebandy
Bälinge IF herr spelar i H3 i Upplandsserien och har 13 ungdomslag  